# Yann Faure
Yann Faure est un joueur français de beach-volley, né le 9 février 1991. Il mesure 1,94 m et joue bloqueur.
Après plusieurs saisons en indoor sans réussite, il s'est lancé dans le Beach-volley, et évolue dans le centre élite du Montpellier Beach Volley.

## Clubs
| Club          | Pays   | De        | À         |
| ------------- | ------ | --------- | --------- |
| Arago de Sète | France | 2010-2011 | 2011/2012 |

## Palmarès
5e au Championnat de France de Beach-Volley en 2013 (avec Rémi LACAZE).